# ロベルト・クレメンテ・コロシアム
ロベルト・クレメンテ・コロシアム（西: Coliseo Roberto Clemente）は、プエルトリコの首都サンフアンにある屋内競技場。
1973年2月に開場。スタジアム名のロベルト・クレメンテは1972年12月に事故死したメジャーリーグベースボールの選手で、母国プエルトリコを代表する野球選手であった。同名の選手の功績をたたえた。
1974年のバスケットボール世界選手権、2002年のミス・ユニバース世界大会、コンサートなどのイベントに使用されている。